# 羅曼斯霍恩

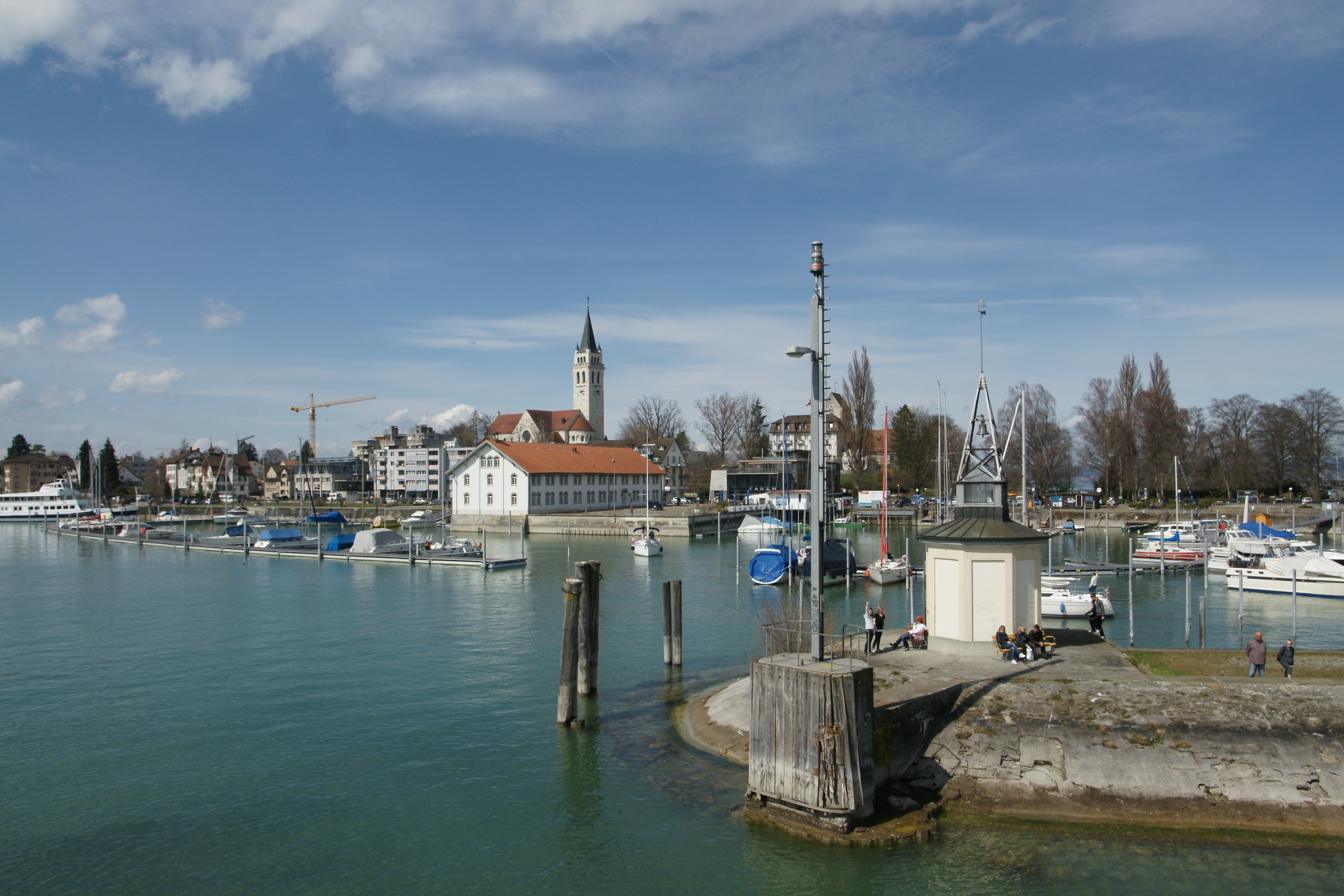

羅曼斯霍恩（Romanshorn）是瑞士的城鎮，位於該國東北部，由圖爾高州負責管轄，面積8.75平方公里，海拔高度406米，2012年人口10,254，三成半人口信奉基督教，人口密度每平方公里1172人。